# Брезолин, Доменико
Доменико Брезолин (итал. Domenico Bresolin; 1813, Падуя — 23 марта 1900, Венеция) — итальянский художник и фотограф.
Сын каменщика. Первоначально работал декоратором, в 1841 году поступил в Венецианскую академию изящных искусств, где учился архитектуре у Франческо Ладзари, скульптуре у Луиджи Дзандоменеги и живописи у Франческо Баньяры и Транквилло Орси. В 1845 году перебрался во Флоренцию, где учился у Карло Марко. Флорентийские пейзажи успешно выставил и продал в Риме, затем с написанными в Риме пейзажами отправился в Милан и наконец около 1850 года вернулся в Венецию.
В Венеции продолжал работать как художник-пейзажист, одновременно увлёкшись фотографией в технике калотипии. Выполненные Брезолином фотоснимки венецианских дворцов и памятников отличались ясностью и отчётливостью. В 1854 г. был избран в Академию изящных искусств, а в 1864 г. занял в ней кафедру живописи, в связи с чем отказался от занятий фотографией, передав свой архив Карло Понти.
Живопись Брезолина была близка к эстетике предимпрессионистской группы Маккьяйоли. Особое значение имела его педагогическая деятельность: среди его учеников, в частности, Гульельмо Чьярди, Джакомо Фавретто, Этторе Тито, Луиджи Ноно, Алессандро Милези.

## Галерея

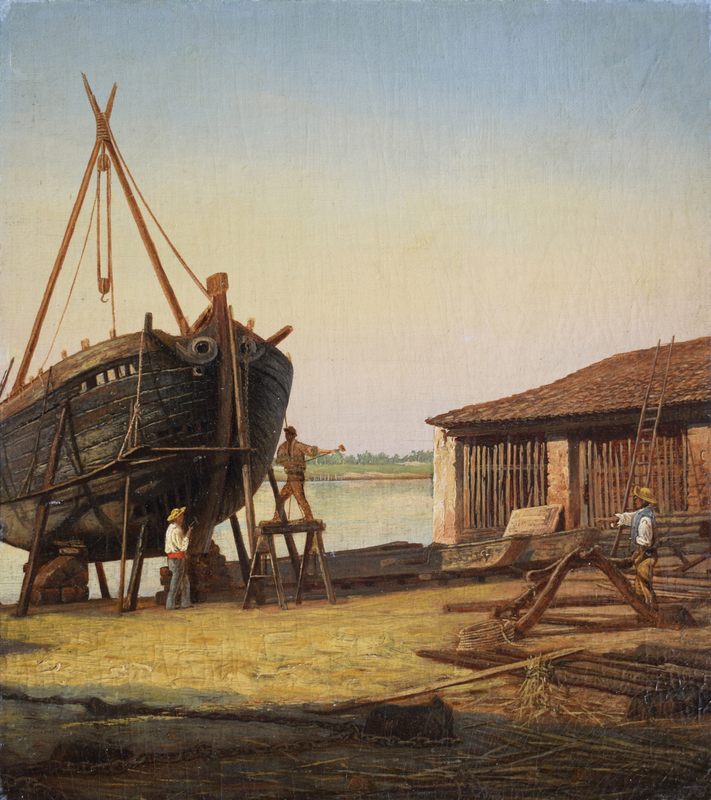
Док в Венеции. Масло, 1840-е гг.
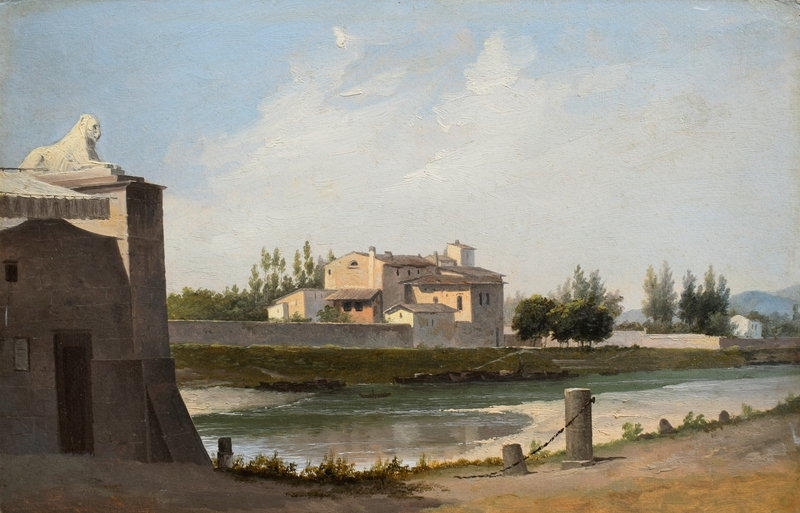
Берег Арно во Флоренции. Масло, 1840-е гг.
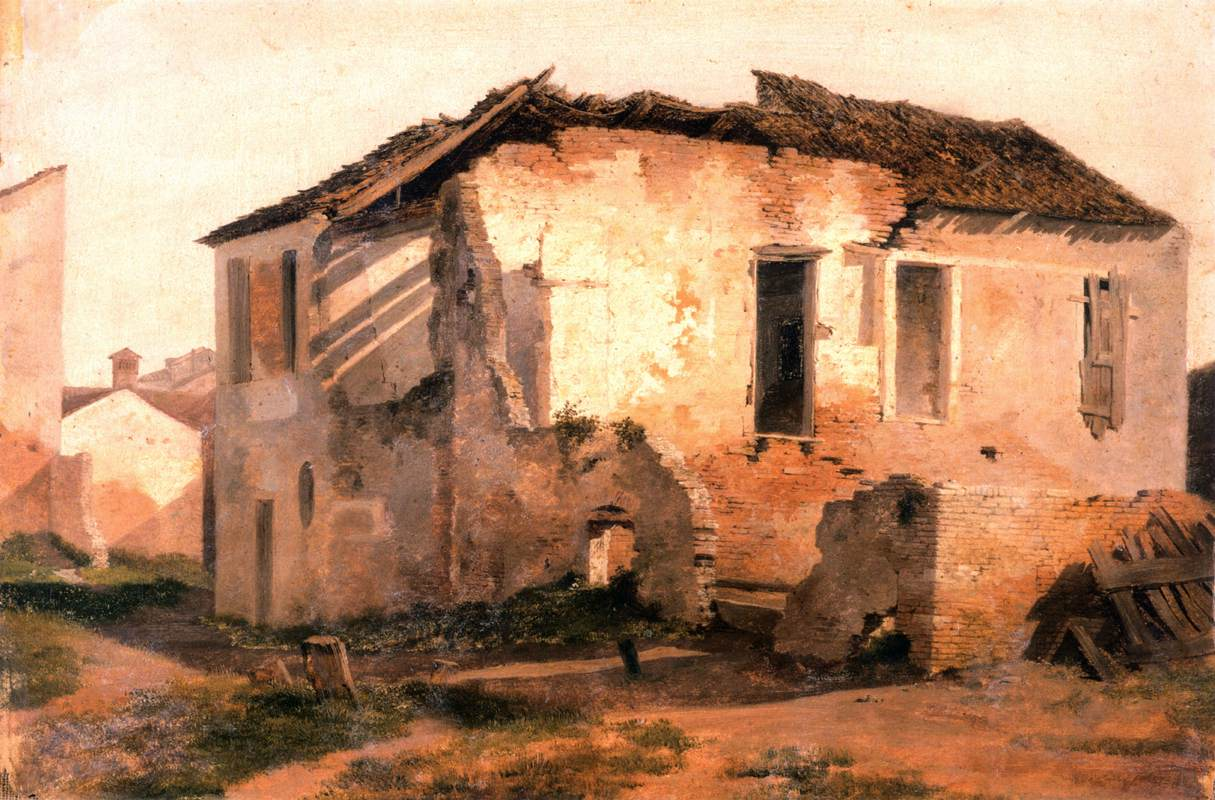
Разрушенный дом. Масло, до 1859 г.
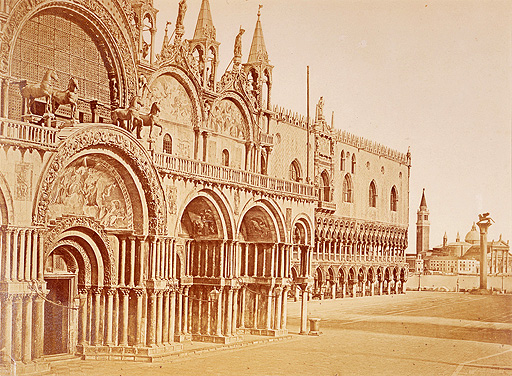
Площадь Сан-Марко и Дворец дожей. Калотипия, между 1851 и 1855 г.
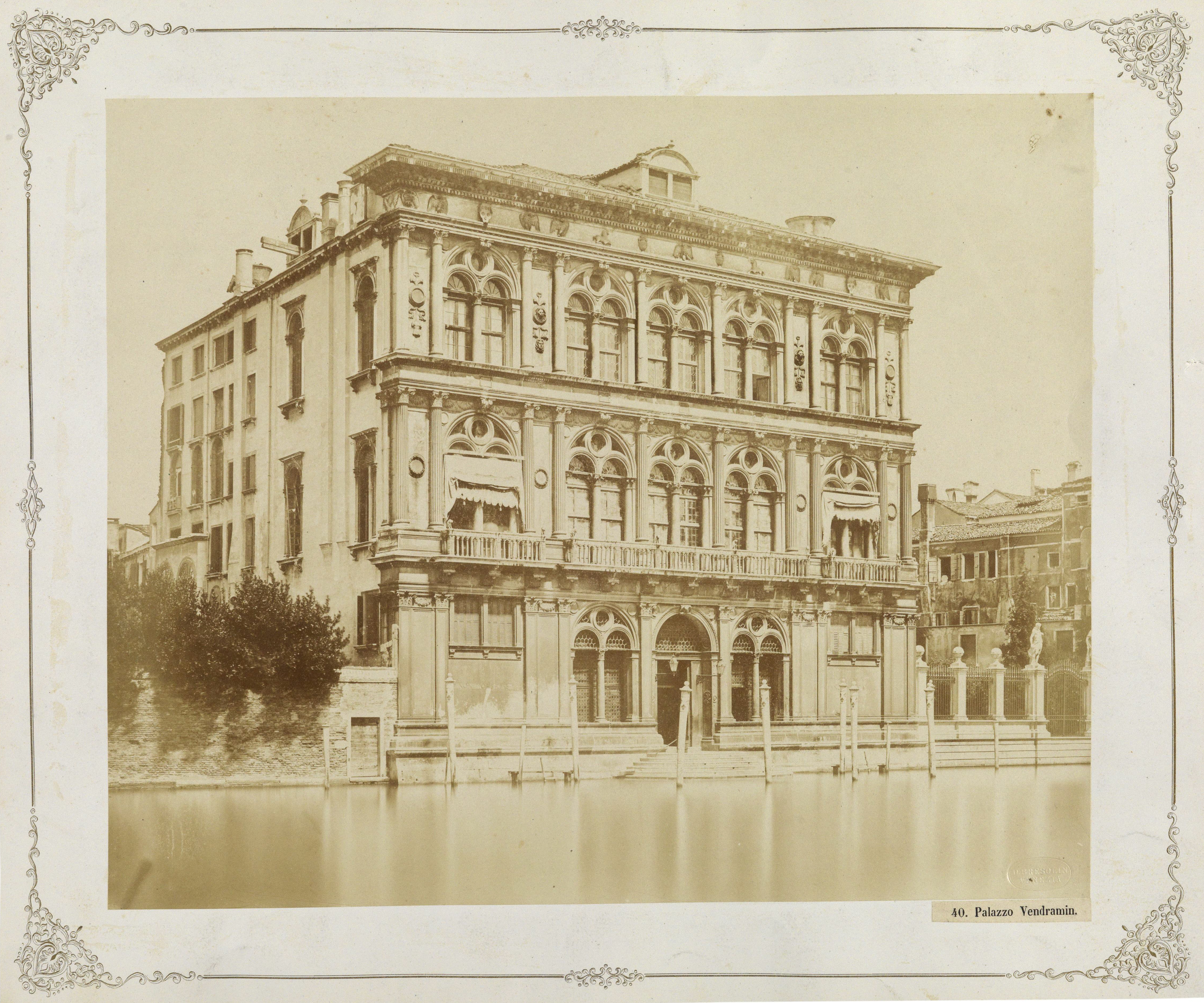
Ка-Вендрамин-Калерджи. Калотипия, около 1855 г.